# Fasciculipora fruticosa
Fasciculipora fruticosa är en mossdjursart som beskrevs av William MacGillivray 1884. Fasciculipora fruticosa ingår i släktet Fasciculipora och familjen Frondiporidae.
Artens utbredningsområde är havet kring Nya Zeeland. Inga underarter finns listade i Catalogue of Life.